# ترش متال منطقه خلیج سان فرانسیسکو
ترش متال منطقه خلیج (انگلیسی:Bay Area thrash metal) به گروه‌های هوی متال دهه ۱۹۸۰ اشاره دارد که در منطقه خلیج سانفرانسیسکو در کالیفرنیا تشکیل شده و به جایگاه بین‌المللی دست یافتند. 
ترش متال منطقه خلیج در کنار فلوریدای مرکزی ، به طور گسترده به عنوان نقطه شروع ترش متال آمریکایی، ترش متقاطع و دث متال در نظر گرفته می‌شد.  